# Camerunia flava
Camerunia flava är en fjärilsart som beskrevs av Aurivillius 1904. Camerunia flava ingår i släktet Camerunia och familjen Eupterotidae. Inga underarter finns listade i Catalogue of Life.